# Sassevaart
El Sassevaart de Gant a l'Escalda occidental és un canal històric de Bèlgica i dels Països Baixos que era el predecessor del Canal Gant-Terneuzen. Es va utilitzar per a la navegació de 1549 a 1644.

## Història

### Origen alseglexvi
El Lieve, el canal que connectava Gant a Damme i així al mar del Nord via l'estuari de l'Zwin, va perdre la seva utilitat quan l'Zwin s'ensorrava des del segle xv. Calia al comerç d'aquesta ciutat una nova connexió amb el mar del Nord. El 1547, els gantencs van adreçar una primera petició a la governadora Maria d'Habsburg (també anomenada Maria d'Hongria) per obrir una connexió directa amb l'estuari de l'Escalda, sense passar per Anvers. Ja el 26 de maig del mateix any, Carles V va atorgar la permissió de construir un canal entre Rodenhuize i la cala del Braakman.
L'obra es terminà el 1549: el canal tenia aleshores una profunditat d'1,60 m i una llargada de 19 m. A l'inici, el canal terminava al dic Gravenjansdijk, al qual es trobava un lloc de transbordament manual (overslag o rabot en neerlandés) vers les embarcacions marítimes. El 13 de desembre del 1549, l'emperador Carles V, sota la protesta d'Anvers que temia la competició, va decidir esvorancar el dic i construir una resclosa a dues portes. L'obra es va realitzar de 1551 a 1563, el 4 d'abril d'aquest any, un primer vaixell va estrenar l'obra. A l'entorn de la resclosa van construir una petita ciutat fortificada Sas van Gent (traducció: Resclosa de Gant) per protegir la infraestructura estratègica. Això explica el nom del canal Sassevaart (traducció: canal de la resclosa).

### La Guerra dels Vuitanta Anys: ensorrament
Durant la Guerra dels Vuitanta Anys, el 21 de maig 1572 els insurrectes protestants (anomenats Geuzen) contra el govern castellà i catòlic van prendre Sas van Gent i destruir tot el poble i la resclosa. Només el 1577, la resclosa fou reparada.
Dos anys després, en signar el tractat Unió d'Utrecht, els gantencs van perdre el control del canal. El 1583 els castellans van reconquerir el canal. La república de les set Províncies Unides va declarar la seva independència d'Espanya el 1585. El 5 de setembre 1644, l'exèrcit dels Estats, conduït per Frederic Enric d'Orange-Nassau va conquerir Sas. Després del tractat de Münster de 1648, els neerlandesos del nord van prohibir la navegació a l'Escalda i el canal va ensorrar-se i el port de Gant va utilitzar el canal Gant-Bruges. En ensorrar-se la cala del Braakman, es va decidir de polderitzar-la i així es perdrà per a la navegació.

### Regne Unit dels Països Baixos: un canal nou
A principis del segle xix, Sas van Gent ja no tacava el mar, per la sedimentació i la polderització. Després de la unió les dues parts de les Disset Províncies al Regne Unit dels Països Baixos el 1815, el rei Guillem I va decidir el 1823 modernitzar el canal i allargar-lo fins a Terneuzen. Aquest canal nou va utilitzar uns trossos del Sassevaart que pel reste va desaparèixer. Des d'aleshores es parla del canal Gant-Terneuzen.